# Jordanita subsolana
Jordanita subsolana là một loài bướm đêm trong họ Zygaenidae.
Tại Tây Ban Nha ấu trùng của chúng được ghi nhận trên Carduncellus monospeliensium, chúng còn được ghi nhận trên Cirsium eriophorum ở Pháp, Ý, Thụy Sĩ và phía nam nước Áo. Tại Đức, ấu trùng ăn Carlina vulgaris còn tại đông Áo, Cộng hòa Séc, Slovakia và Hungary thì cây lương thực là Echinops spaherocephalus. Ấu trùng non ăn lá cây chủ và quấn lá làm tổ.